# Anatoli Garšnek
Pour les articles homonymes, voir Garšnek.
Anatoli Garšnek, né le 17 novembre 1918 à Izborsk et mort le 24 octobre 1998 à Tallinn, est un compositeur estonien.

## Biographie
Anatoli Garšnek passe l'équivalent de son baccalauréat en 1937 au lycée de Petchory. Il étudie ensuite la composition au Conservatoire de Tallinn. En 1939, il est appelé sous les drapeaux estoniens. Ce n'est qu'après la Seconde Guerre mondiale qu'il peut poursuivre ses études avec Heino Eller à Tallinn.
Il termine ses études au Conservatoire d'État de Tallinn en 1950. De 1950 à 1953, il est assistant de recherche au Conservatoire de Moscou. À partir de 1954, il enseigne au Conservatoire d'État de Tallinn, avec le titre de maître de conférences à partir de 1962. Il obtient son doctorat en 1955. De 1968 à 1978, il dirige la chaire de composition, avec le titre de professeur depuis 1986. Il prend sa retraite en 1994.
Garšnek a mené des recherches approfondies sur la musique populaire de sa région natale, Setomaa. C'est surtout en tant que compositeur qu'Anatoli Garšnek s'est fait connaître du grand public. Parmi ses œuvres les plus importantes figurent ses trois symphonies et l'opéra pour enfants Vägev võlur. Ses Cinq Chansons du monde musical des Setukesen pour mezzo-soprano et orchestre symphonique sont devenues célèbres.
Anatoli Garšnek est le père du compositeur estonien Igor Garšnek.

## Œuvres

### Opéras
- Vägev võlur, livret d'Eno Raua, d'après E. Baum et A. Volkov (1968)

### Oratorio
- Vürst Vjatško ja vanem Meelis (« Prince Vyachesko et Meelis l'aîné »), pour chœur mixte, deux barytons, soprano et orchestre symphonique (texte de P. Anton) (1954)

### Cantate
- Suur Oktoober (« Le Grand Mois d'octobre »), pour chœur mixte, soprano et orchestre symphonique (texte de I. Sikermäe) (1957)
- Mahtra sõda (« La guerre du Mahtra »), pour chœur mixte et orchestre symphonique (texte de P. Anton) (1958)

### Musique vocales
- Stalini nimel (« Au nom de Staline »), ballade pour baryton et orchestre symphonique (texte de K. Korsen) (1950)
- Viis setu laulu (« Cinq Chanson du monde musical des Setukesen »), pour mezzo-soprano et orchestre symphonie (texte du folklore et de Lea Tormis) (1953)
- Vocalise, pour soprano et orchestre symphonique (1960)
- Huit Chansons sur des textes de Sergei Yessenin, pour voix haute et piano (1960)
- Cinq Chansons sur des textes d'Aleksander Blok, pour soprano et piano (1970).
- Aria de concert pour mezzo-soprano et orchestre symphonique (1983).

### Symphonies
- Symphonie no 1 (1953)
- Symphonie no 2 (1963)
- Symphonie no 3 (1974)
- Symphonie no 4 (1981)

### Musique orchestrales
- Võidetud soo (« Le marais vainqueur »), poème symphonique (1950)
- Partisanid, suite symphonique (1951)
- En 1905, ouverture symphonique (1955)

- Ouverture comique pour orchestre symphonique (1975)
- Symphonie pour cordes (1980)
- Fantaisie de concert pour piano, violoncelle et orchestre symphonique (1984)

### Musique de chambre
- Sonate no 1 pour flûte et piano (1948)
- Trio avec piano (1949)
- Quintette avec piano (1955)
- Dix Pièces pour cordes pour piano (1958)
- Sonate no 1 pour violoncelle et piano (1958)
- Dix pièces pour enfants pour piano (1959)
- Sonate-Fantasia pour violon et piano (1961)
- Quintette pour bois et piano (1969)
- Sonate pour trombone et piano (1969)
- Sonate no 2 pour flûte et piano (1973)
- Sonate pour basson et piano (1975)
- Sonatine pour cor et piano (1976)
- Sonatine pour violoncelle et piano (1978)
- Sonate no 2 pour violoncelle et piano (1978)
- Suite pour trois flûtes (1978)
- Sonate pour clarinette et piano (1979)
- Sonate pour hautbois et piano (1982)
- Sonate no 3 pour violoncelle et piano (1983)
- Trio pour cor, violon et piano (1984)

### Musique pour piano
- Sonatine no 1 pour piano (1954)
- Sonate pour piano (1961)
- Sonatine no 2 pour piano (1965)